# Alter jüdischer Friedhof an der Möhlenkampstraße
Der Alte jüdische Friedhof an der Möhlenkampstraße liegt auf dem südwestlichen Teil des katholischen Friedhofs an der Möhlenkampstraße in Duisburg-Hamborn. Er hat eine Fläche von 0,1 Hektar und zählt damit zu den kleineren Friedhöfen Duisburgs. Grabsteine sind dort allerdings nicht mehr zu finden. Er ist heute eine Grünanlage. An den Alten jüdischen Friedhof erinnert nur noch eine Informationstafel.

## Geschichte
Um das Jahr 1900 war durch die Industrialisierung die Bevölkerungszahl und somit auch der Bedarf an Bestattungsplätzen stark angestiegen. Auch die jüdische Gemeinde Duisburg wuchs durch den Zuzug jüdischer Familien. So war absehbar, dass die vorhandenen Grabplätze schon bald an die Grenzen ihrer Aufnahmekapazitäten kamen. Um den Mangel Herr zu werden, im jüdischen Glauben gilt die ewige Totenruhe und die Unantastbarkeit der Gräber, suchte man Platz für einen weiteren Friedhof.
Vorausschauend auf die zukünftige Bevölkerungsentwicklung der Gemeinde wurden zwei neue Friedhofsanlagen erschlossen. Für den Bezirk Meiderich / Beek fand sich neben dem kommunalen Nordfriedhof, auf dem ein jüdisches Gräberfeld angelegt wurde, auch in der Nähe des Ostackers ein Platz für die Verstorbenen. 1911 wurde es unter den Namen Südfriedhof eröffnet. Der jüdische Friedhof wurde als Friedhof an der Möhlenkampstraße bezeichnet.
Schon bald nach der Eröffnung traten die ersten Probleme auf. Durch den Bergbau kam es zu Bodenabsenkungen und damit zu regelmäßigen Überflutungen. Da das Gelände als Friedhof unbrauchbar war, wurde es 1924 geschlossen. Die letzte Bestattung fand 1929 statt. 
Heute ist der Alte jüdische Friedhof an der Möhlenkampstraße eine kleine Parkanlage. Eine Informationstafel erinnert an seinen ehemaligen Standort.